# 温敦蒲剌
温敦蒲剌，金朝女真族将领，温敦（温都）姓，阿跋斯水部温都首领乌春的后裔。
温敦蒲剌的家族开始居住在长白山阿不幸河，后来迁徙到隆州穆里闵河。他善于射箭。跟随完颜希尹征伐，摄猛安谋克事，因击敌之功擢升为修武校尉。完颜亮天德元年（1149年），充任护卫，升任为宿直将军。前去曷懒路选护卫。改任辽州刺史。正隆年间，担任武翼军副都总管，随军攻打南宋，率军二千，在汝州南击败宋兵。招揽嵩州、汝州两州逃亡百姓，让他们重新耕种。改任莫州刺史，征召为太子左卫率府率，升任为陇州防御使，后来历任镇西、胡里改、显德军节度使。